# Sympiesis grunini
Sympiesis grunini är en stekelart som beskrevs av Storozheva 1981. Sympiesis grunini ingår i släktet Sympiesis och familjen finglanssteklar.
Artens utbredningsområde är Kazakstan. Inga underarter finns listade i Catalogue of Life.